# レピュブリック広場

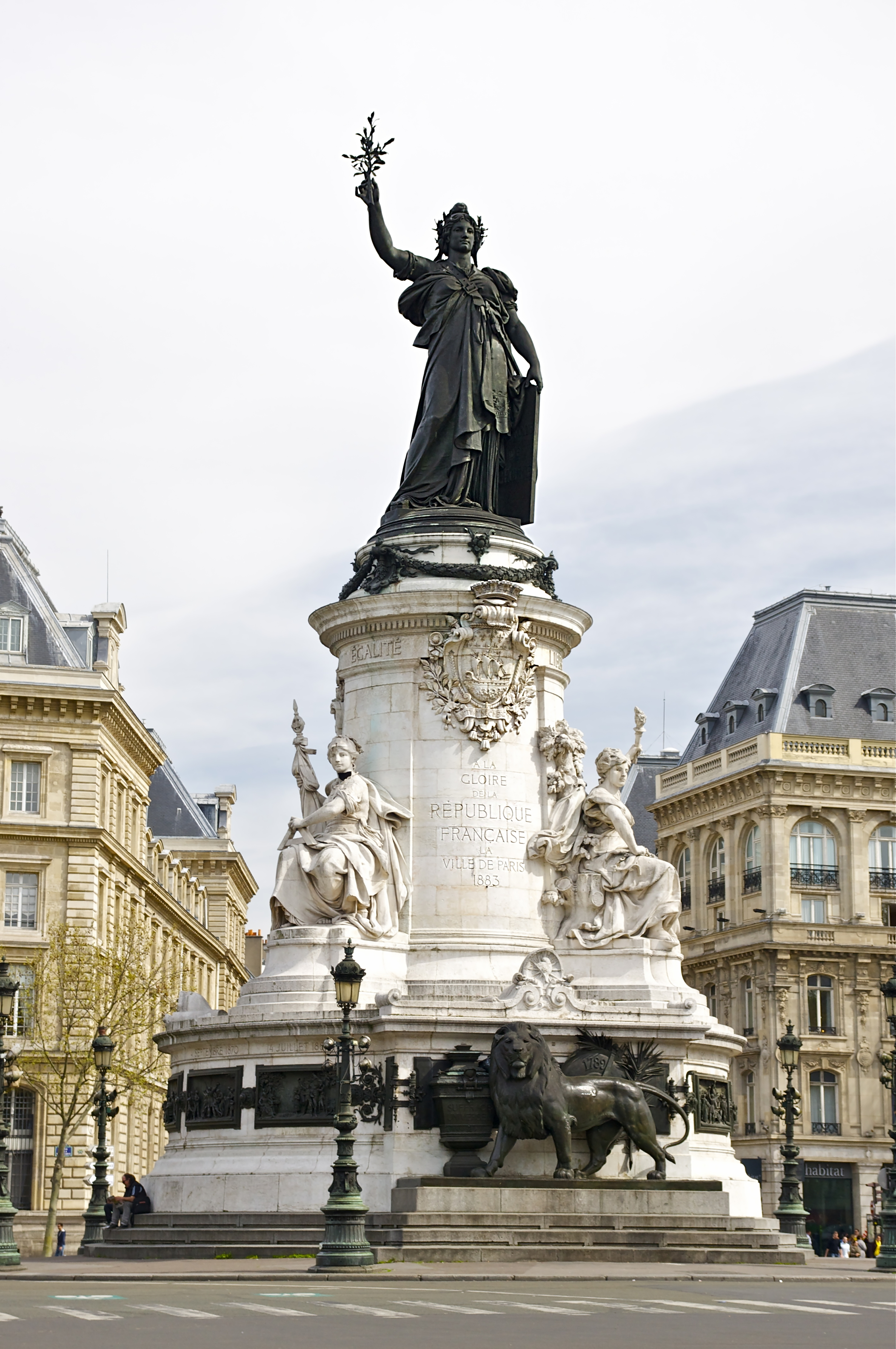
広場に置かれているマリアンヌ像

レピュブリック広場（仏: Place de la République、別名シャトー・ド広場:仏: Place du Château-d'Eau）は、フランスのパリ市内3区北東端・10区南東端・11区北西端にまたがる広場。面積は3.4ヘクタール。地下鉄のレピュブリック駅が最寄り駅である。日本語では「共和国広場」とも訳される。

## 概要
シャトー・ドー広場（水の城広場）と呼ばれてきたが、パリ改造の期間、10区内を左斜め上に走るマジャンタ大通り、バスティーユ広場まで南北に走るタンプル大通りや、3区 - 10区との境界線上を東西に走り、2区 - 9区との境界線上ガルニエ宮（オペラ座）界隈へ伸びる"レ・グラン・ブールヴァール (Les Grands Boulevards)" と括られるサン＝マルタン大通り等のブールヴァール開通のパリ東部における基点の一つとなった。
第三共和政期の1883年、同広場にフランス共和国の擬人化した象徴であるマリアンヌ像（自由の女神像）が置かれた。

## 広場基点の通り
- チュルビゴ通り (Rue de Turbigo)・タンプル通り (Rue du Temple) - フォーブール・デュ・タンプル通り (Rue du Faubourg du Temple)　
  - チュルビゴ通りは3区内を右斜め上に走り、レピュブリック広場に接続する。
  - 同様にタンプル通りは南側4区から3区に入ると、右斜め上にレピュブリック広場まで走る。引き続いてレピュブリック広場から東側先を、10区・11区区界を走るフォーブール＝デュ＝タンプル通り、さらに19区・20区区界を中世以来のベルヴィル中心部を走るベルヴィル通りへと続いていく。
  - また、チュルビゴ通りには、5区サン＝ジャック通りからセーヌ川を跨いで4区・3区内を南北に伸びるサン＝マルタン通りが途中で交差するが、この通りはサン＝マルタン凱旋門を抜けると10区内からはフォーブール＝サン＝マルタン通りと名を変える。パリ東駅東側を抜けて19区では中世以来のラ・ヴィレット中心部を走るフランドル大通りと名を変え続き、パリ郊外では途中パリ＝シャルル・ド・ゴール空港を経由してフランドル方面に向かう古代ローマ街道以来の道。
- サン＝マルタン大通り (Bvd St Martin)
  - 同広場から西へ、3区と10区との境界線上を東西に走る。サン＝マルタン凱旋門を過ぎた辺りからサン＝ドニ大通りと名を変え、同様にサン＝ドニ凱旋門を過ぎた辺りからボンヌ・ヌーヴェル大通りと名を変える。さらにポワソニエール、モンマルトル、イタリアン、カピュシーヌ、マドレーヌ大通りと名を変え、主に2区と9区との境界線上を走る"レ・グラン・ブールヴァール"と括られ、ガルニエ宮（オペラ座）オペラ広場周辺界隈まで伸びてゆく。
- マジャンタ大通り (Bvd de Magenta) - タンプル大通り (Bvd du Temple)
  - マジャンタ大通りは同広場から北西側、10区内を左斜め上に、パリ東駅及びパリ北駅のそれぞれ南側を横切り、9区北東端まで走る通り。
  - 反対にタンプル大通りは、同広場から3区と11区との境界線上を南へ走り、フィーユ＝デュ＝カルヴェール大通り・ボーマルシェ大通りと名を変え4区と11区との境界線上へ続き、バスティーユ広場まで走る。3区・4区マレ地区から見て東側を南北に走る通り。また、3通りとも、上記"レ・グラン・ブールヴァール"に括られる。同広場前のタンプル大通り41番地には、1770年に開館した現在までパリ最古の劇場とされるデジャゼ劇場 (Théâtre Déjazet) がある。

## ギャラリー

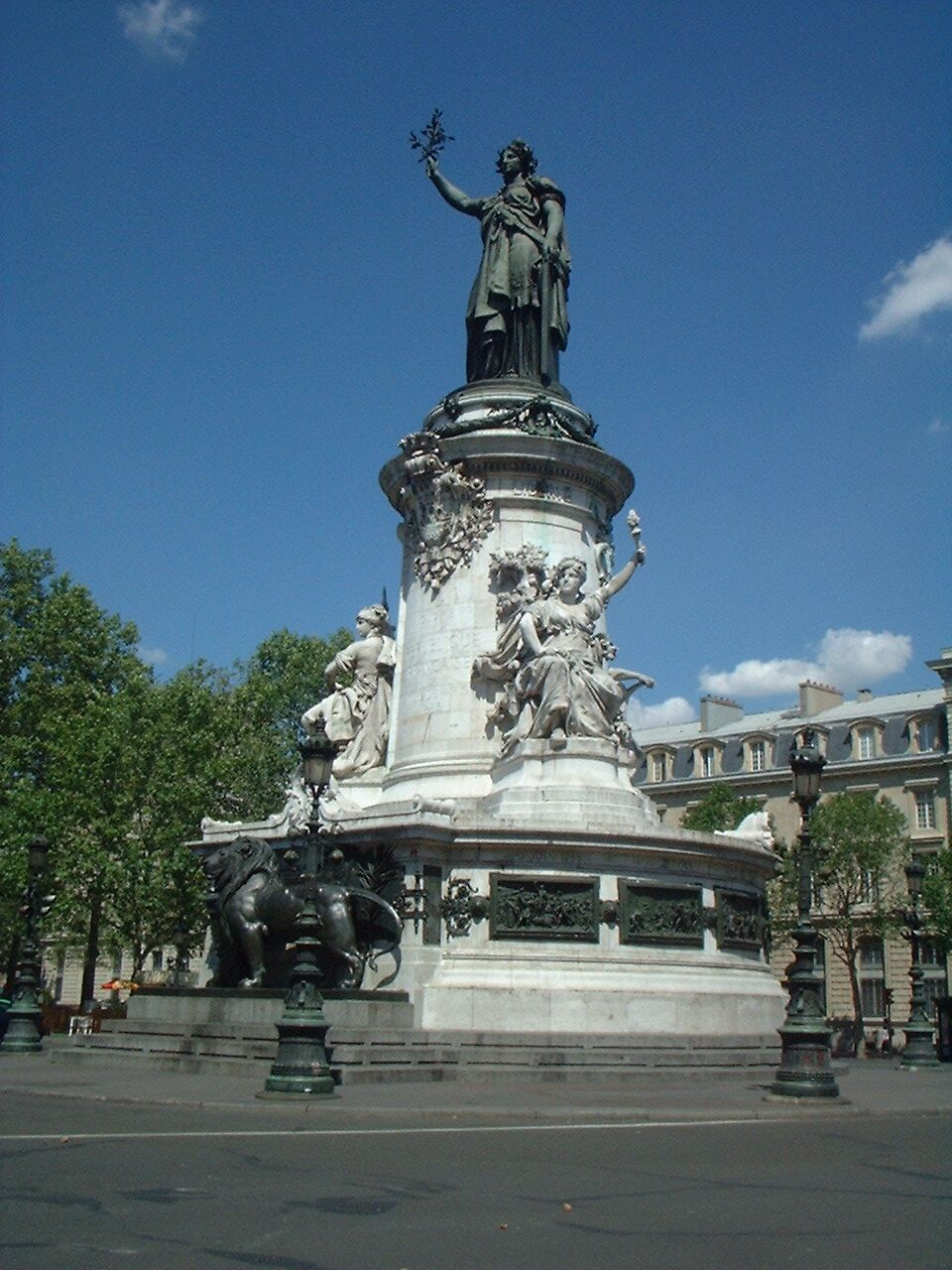
2004年8月。2013年改修前のマリアンヌ像
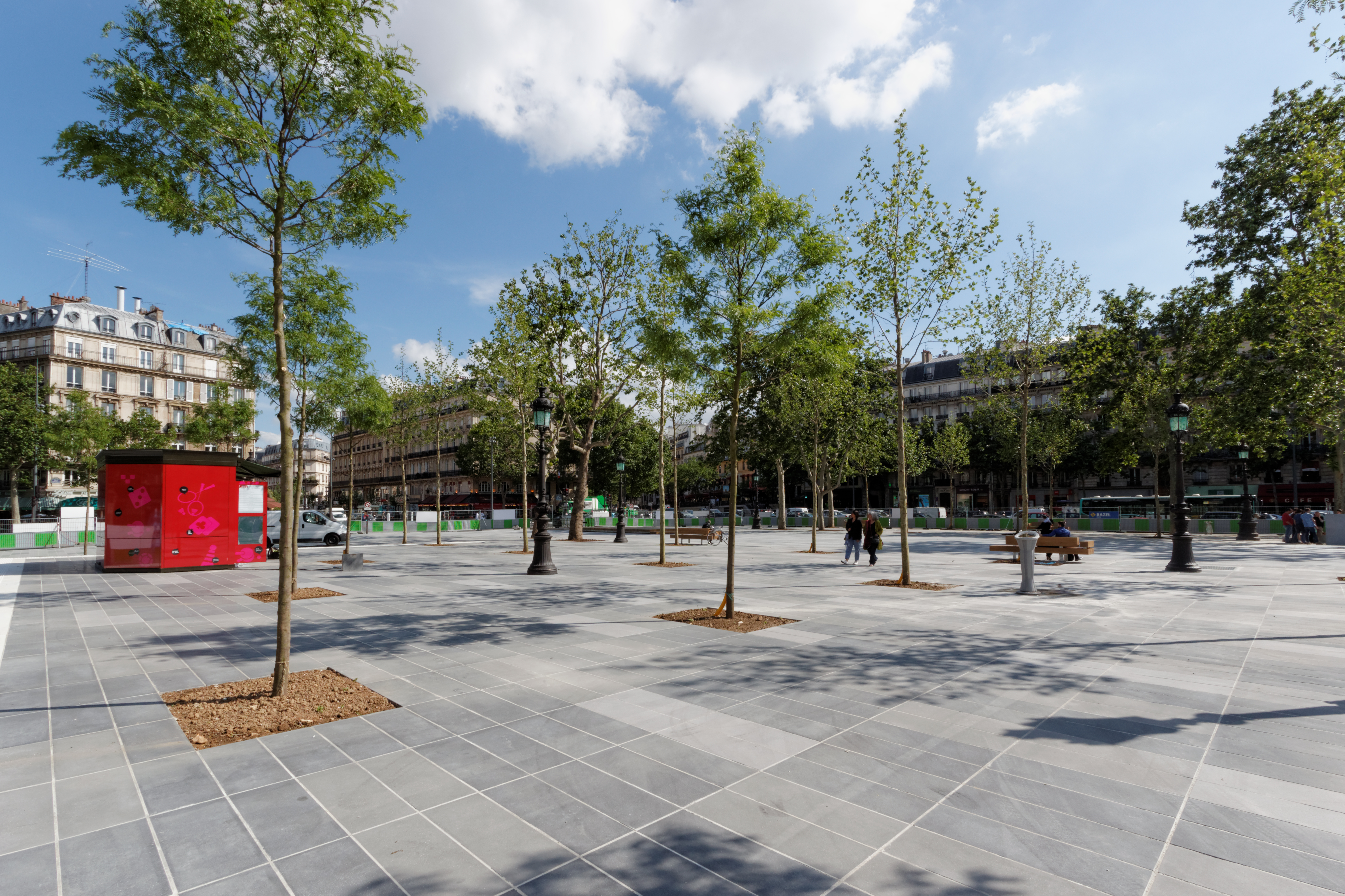
広場内の眺め
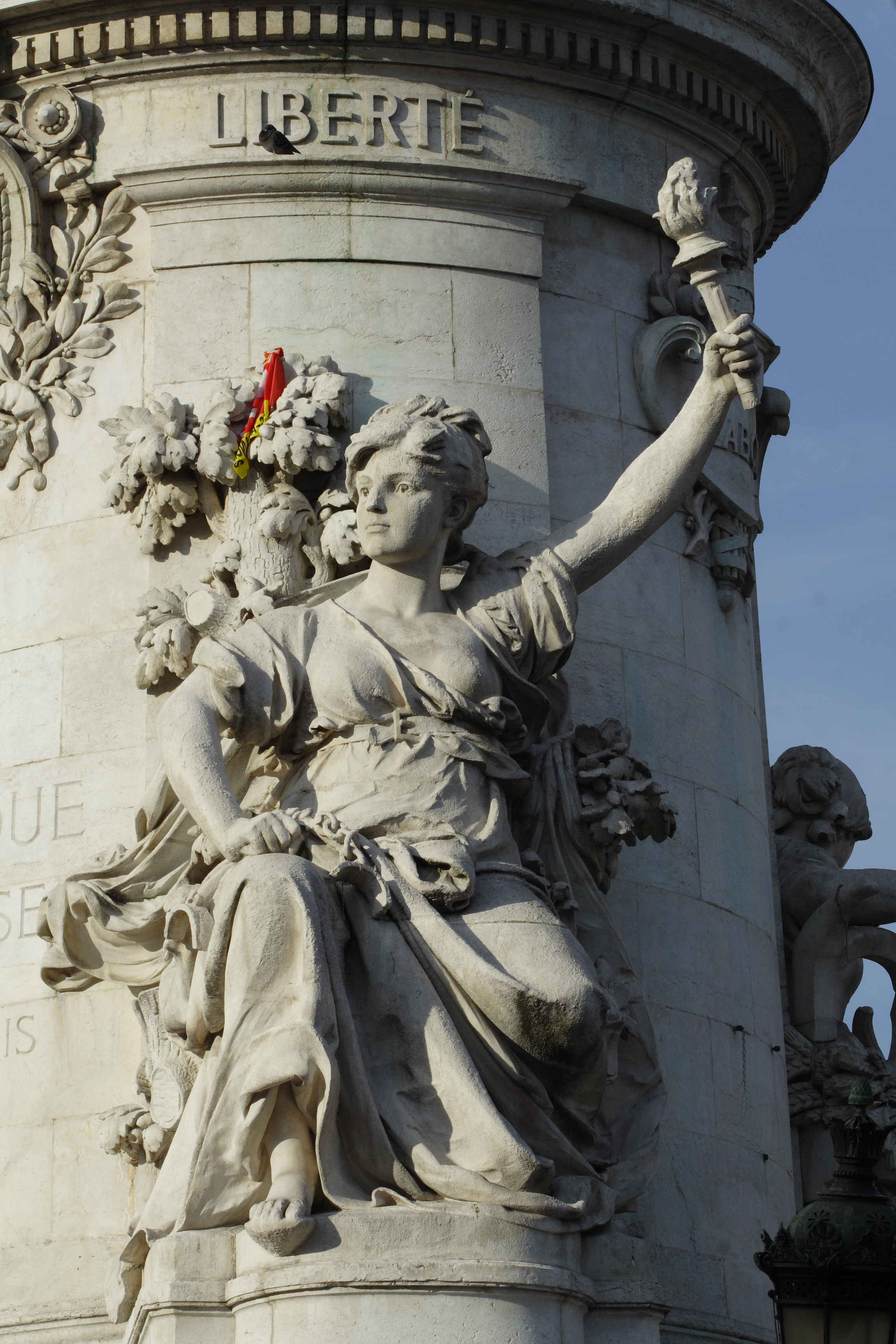
La Liberté (自由)
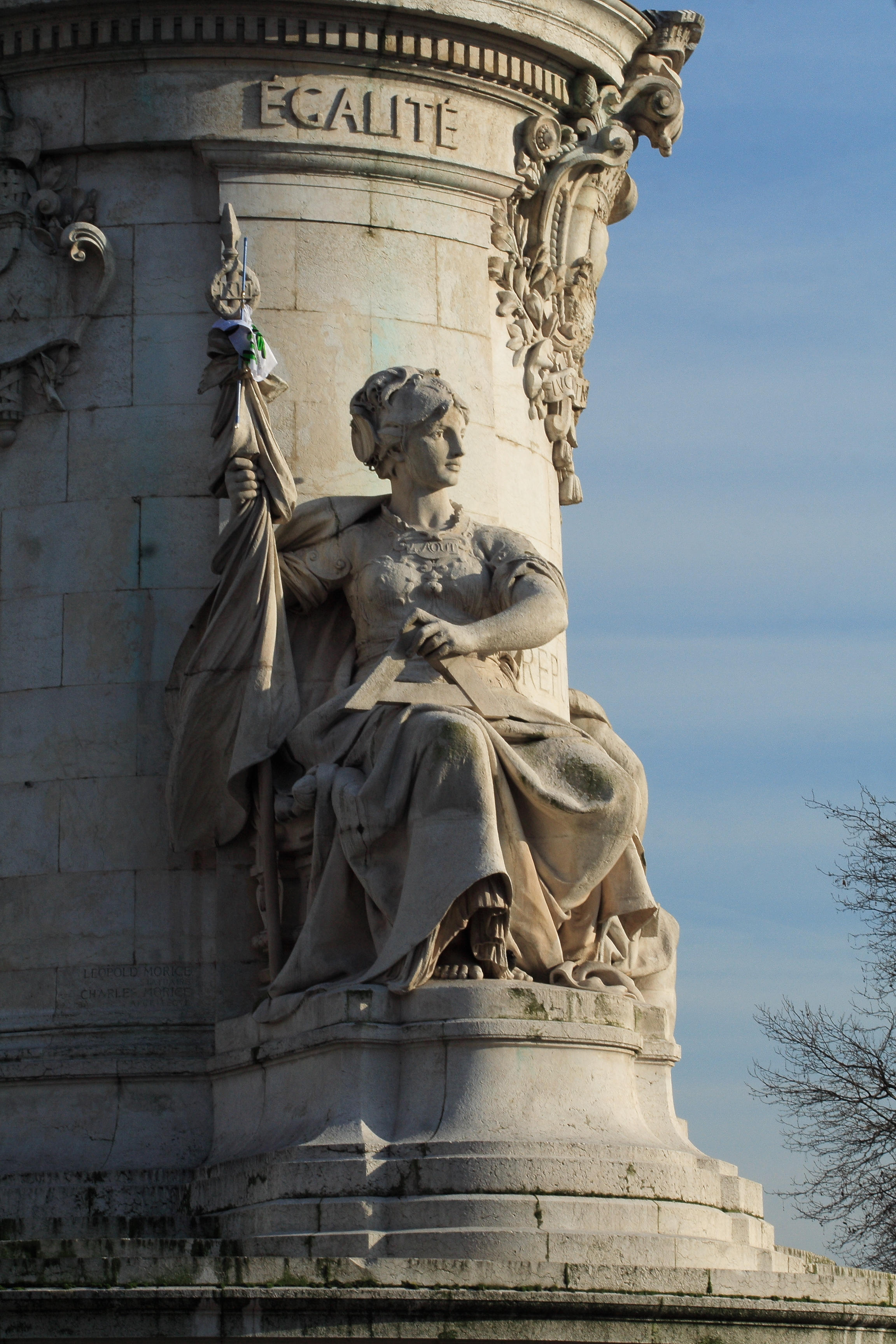
L'Égalité (平等)
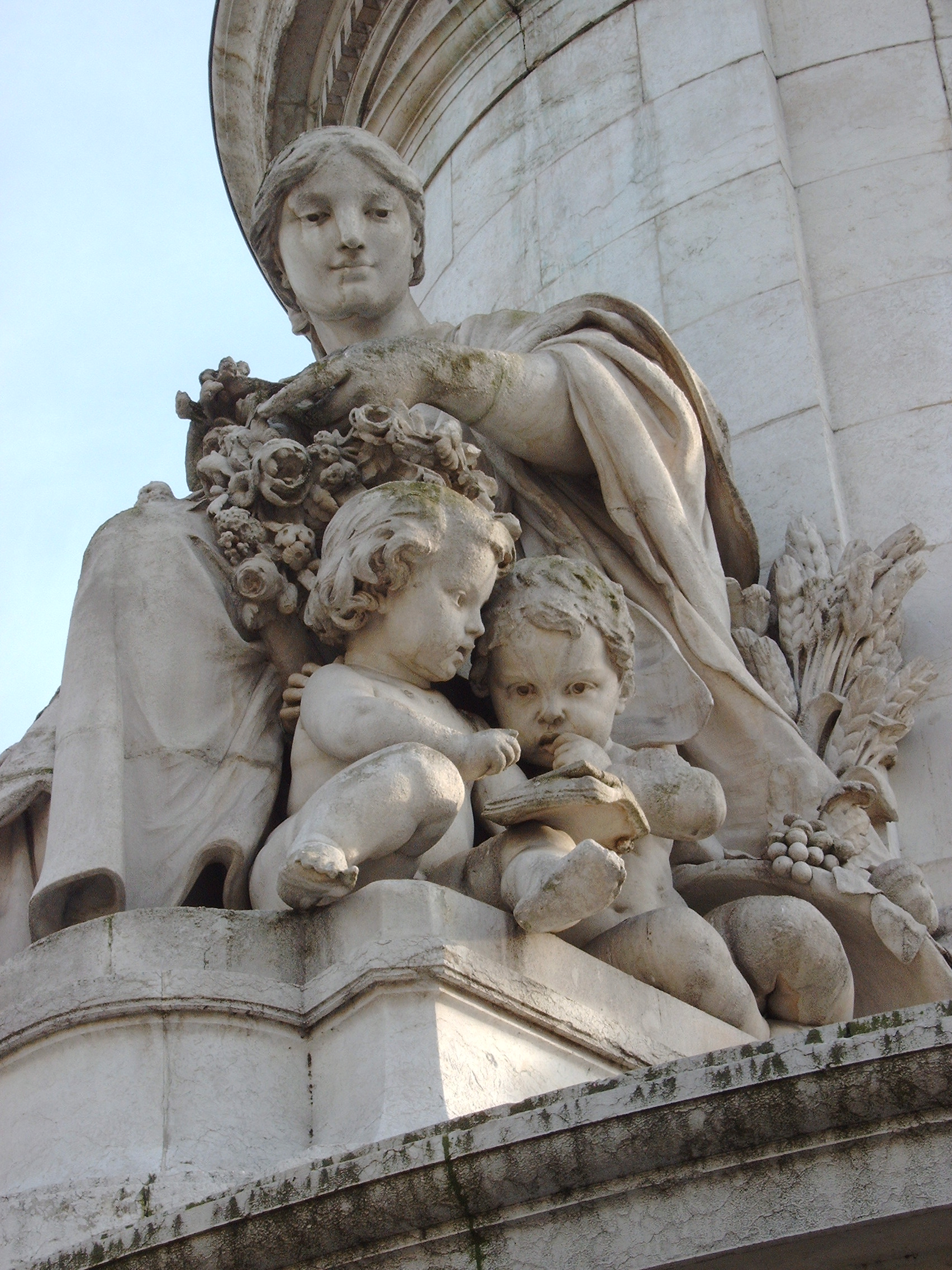
La Fraternité (博愛)